# هسلاندونيات
الهسلاندونيات (الاسم العلمي:†Hesslandonina) هي رتيبة منقرضة من مفصليات الأرجل تتبع رتبة الجوادف الفوسفاتية من طائفة القشريات الزائفة.

## التصنيف
- رتيبة †الهسلاندونيات
  - فصيلة †الهسلاندونات
    - جنس †الهسلاندونة